# Гетеракідоз птахів
Гетеракідоз — гельмінтоз, який спричинюють нематоди з родини Heterakidae: Heterakis gallinarum, який паразитує у курей, індиків і цесарок, і Ganguleterakis dispar — у гусей і качок. Нерідко цих гельмінтів виявляють і у диких птахів. Паразити мешкають у сліпій кишці птиці. Кури, качки та гуси часто уражаються гетеракідозом.

## Збудники
Гетеракіс — невелика нематода, на стравоході має бульбус. Самець досягає 6-11 мм завдовжки, забезпечений невеликим преанальним присоском і двома різко нерівними спікулами і статевими сосочками. Самка від 8 до 12 мм завдовжки. Яйця середньої величини (0,05-0,07 x 0,03-0,04 мм), покриті двоконтурною шкаралупою, виділяються в зовнішнє середовище незрілими.
Гангулетеракіс — за будовою нагадує попередній вид. Відрізняється від нього більшою величиною тіла (самець 10-15 мм, самка 15-17 мм завдовжки) і тим, що у самця короткі спікули рівної величини. Яйця цих нематод за будовою подібні.

## Життєвий цикл
Гетеракіди розвиваються прямим шляхом. Самки відкладають яйця нематод в просвіті сліпої кишки. Яйця виділяються в зовнішнє середовище разом з послідом птиці. При сприятливих умовах яйця досягають інвазійних стадій через 1-3 тижні. Птахи заражаються на вигулах і в пташниках при ковтанні з кормом і водою інвазійних яєць гетеракід. У тонкому відділі кишки хазяїна з яєць гетеракід звільняються личинки, які проникають в товщу слизової оболонки і в просвіт залоз сліпої кишки, де відбувається линька личинок. Приблизно через 5 діб личинки виселяються в просвіт кишки і через 3,5-4 тижні перетворюються на статевозрілих паразитів.

## Епізоотологічні дані
Сільськогосподарська птиця уражається гетеракідозом в будь-якому віці. Основне джерело поширення інвазії — дорослі кури, гуси та качки — носії гетеракід. Вони інвазують пташники, вигули і випаси. Яйця збудників гетеракідозів дуже стійкі до несприятливих умов зовнішнього середовища. Частина яєць гетеракід здатна зимувати. Порушення гігієнічних умов годівлі, догляду та утримання птиці сприяє поширенню гетеракідозів на птахофермах.

## Патогенез
Збудники гетеракідозов при інтенсивній інвазії завдають організму хворої птиці механічний, антигенний та інокуляторний вплив під час паразитування личинок в товщі слизової оболонки і дорослих паразитів в просвіті сліпої кишки.

## Клінічні ознаки
Гетеракідози перебігають хронічно. У хворих курей і гусей і качок рідше спостерігається розлад травлення, що супроводжується загальною слабкістю, зменшенням або втратою апетиту, проносом. Заражений молодняк відстає в рості та розвитку, а у курей знижується несучість. У курей гетеракідоз часто протікає одночасно з аскарідіозом, а у гусей нерідко відзначається змішана інвазія (гангулетеракідоз + амідостомоз), що сприяє більш важкому клінічному перебігу гельмінтозів.

## Патологоанатомічні зміни
При розтині трупів птахів виявляють у сліпій кишці вузликові тифліти (дрібні вузлики на слизовій оболонці сліпої кишки), спричинені личинками гетеракід в період їхнього паразитування в товщі слизової оболонки кишки.

## Діагноз
При житті скрутний, внаслідок значної подібності за будовою яєць гетеракіса і аскарид. Точний діагноз гетеракідозу курей та індиків ставлять посмертно шляхом гельмінтологічного розтину сліпої кишки та виявлення статевозрілих паразитів. Гангулетеракідоз розпізнають за життя водоплавної птиці шляхом дослідження проб фекалій за методом Фюллеборна, посмертно — при розтині сліпої кишки.

## Лікування
Для дегельмінтизації сухопутної та водоплавної птиці при гетеракідозах застосовують фенотіазін ветеринарний, тетрамізол гранулят і вуглецю тетрахлорид. фенотіазін ветеринарний призначають груповим методом в дозах: курям — 1 г/кг два дні поспіль; качкам і гусям — 0,5-1 г/кг два дні підряд. Тетрамізол гранулят застосовують у дозі 0,2 г/кг з кормом одноразово. Вуглецю тетрахлорид (чотирихлористий вуглець) іноді вводять птиці через тонку гумову трубочку в клоаку одноразово в таких дозах (на одну голову): курям — 2-4 мл; курчатам 2-3-місячного віку — 1 мл; індичкам — 6-12 мл; цесарка — 1-2 мл; качкам — 3-5 мл; гусям — 4-10 мл. Необхідність індивідуального введення птиці цього препарату обмежує його застосування (тільки в господарствах особистого користування громадян). При одночасному паразитуванні у курей гетеракісов і аскарид (наявність паразитоценозу) застосовують нілверм, гігроветін і суміш піперазину з фенотіазином.

## Профілактика
При гетеракідозі курей будуть ефективними ті ж заходи, що рекомендовані при аскарідіозі.